# Regionalliga Sud
Ne pas confondre avec la Regionalliga Süd qui fut une ligue de niveau 2 entre 1963 et 1974 et la Regionalliga Süd qui fut une ligue de niveau 3 entre 1994 et 2008.
La Regionalliga Sud était, avec la Regionalliga Nord et la Regionalliga Ouest, une des trois séries qui composent le championnat allemand de football de quatrième division, entre la saison 2008-2009 et la saison 2011-2012.
Depuis la saison 2008-2009, la Regionnaliga se situe entre 3. Liga et les Oberligen. En 2012, les Regionalligen Sud-Ouest et Bavière sont créées, et les équipes de Regionalliga Sud sont réparties entre ces deux ligues : les équipes hessoises et badoises-wurtembergeoises sont reversées dans la nouvelle Regionalliga Sud-Ouest, où elles rejoignent les équipes de Rhénanie-Palatinat et de Sarre, tandis que les équipes bavaroises vont seules en Regionalliga Bavière.

## Histoire
La Regionnalliga devint le niveau 4 du football allemand en vue de la saison 2008-2009, lorsque la DFB créé la 3. Liga.
À partir de la saison 2008-2009, les trois séries de Regionnaliga repoussent les Oberligen au 5e rang de la hiérarchie allemande.

## Composition
Cette série regroupe les clubs localisé dans les Länders (régions allemandes) suivants : 
- Bavière
- Bade-Wurtemberg
- Hesse

## Formule de la compétition
Depuis son instauration au niveau 4 en 2008-2009, seul le premier de Regionalliga Sud accède à la 3. Liga.
Les clubs relégués descendent dans l'Oberliga qui les concernent.

## Palmarès
Les équipes marquées en gras sont promues en 3. Liga.
| Année | Champions             | Vice-champions          |
| ----- | --------------------- | ----------------------- |
| 2009  | 1. FC Heidenheim 1846 | KSV Hessen Kassel       |
| 2010  | VfR Aalen             | 1. FC Nuremberg II      |
| 2011  | SV Darmstadt 98       | Stuttgarter Kickers     |
| 2012  | Stuttgarter Kickers   | SG Sonnenhof Großaspach |